# Бенито Хуарес (район Мехико)
Бенито Хуарес (исп. Benito Juárez) - один из административных районов Мехико.

## Название
30 декабря 1972 район назван в честь Бенито Хуареса.

## Достопримечательности
- en:World Trade Center Mexico City
- Футбольный стадион Асуль
- Крупнейший в мире стадион для бычьих боев Пласа Мексико